# Сугдиён (джамоат)
Джамоат посёлка Сугдиён (тадж. Ҷамоати шаҳраки Суғдиён) — джамоат в Зафарабадском районе Согдийской области Республики Таджикистан.
Административный центр — пгт Сугдиён (ранее им. Хамида Алиева).
Население — 11500 человек (2020 год; 11 419 в 2017 году).
В состав джамоата входят 1 село и 1 пгт:
| Населённый пункт | Прежние названия          | Население, чел. (2017) |
| ---------------- | ------------------------- | ---------------------- |
| Сугдиён          | Пахтакорон, им. Х. Алиева | 10600                  |
| Чашмасор         | Ишкили                    | 819                    |